# Bow Group
Il Bow Group è un think tank creato dal Partito Conservatore del Regno Unito nel 1951.
Il lavoro affrontato nell'ambito del "Bow Group" copre le diverse aree delle politiche economiche, in particolare la politica monetaria, la politica commerciale, la politica industriale, le politiche di bilancio e i regolamenti finanziari, nonché gli aspetti economici delle politiche energetiche e ambientali.

## Presidenti del Bow Group
| Anno      | Presidente                       |
| --------- | -------------------------------- |
| 1951–52   | Bruce Griffiths                  |
| 1952–53   | James Lemkin (primo mandato)     |
| 1953–54   | Stone                            |
| 1954–55   | Williams                         |
| 1955–56   | Geoffrey Howe                    |
| 1956–58   | James Lemkin (secondo mandato)   |
| 1958–59   | Russell Lewis                    |
| 1959–60   | David Hennessy (primo mandato)   |
| 1960–61   | Tom Hooson                       |
| 1961–62   | David Howell                     |
| 1962–63   | David Hennessy (secondo mandato) |
| 1963–64   | John MacGregor                   |
| 1964–65   | Leon Brittan                     |
| 1965–66   | Henry Bosch                      |
| 1966–67   | Julian Critchley                 |
| 1967–68   | Dr Reginald Watts                |
| 1968–69   | Christopher Brocklebank-Fowler   |
| 1969–70   | Christopher Bland                |
| 1970–71   | Michael Howard                   |
| 1971–72   | Norman Lamont                    |
| 1972–73   | Peter Lloyd                      |
| 1973–75   | Peter Lilley                     |
| 1975–76   | Patricia Hodgson                 |
| 1976–77   | Ian Clarke                       |
| 1977–78   | Michael Stern                    |
| 1978–79   | Douglas French                   |
| 1979–80   | Richard Barber                   |
| 1980–81   | Richard Simmons                  |
| 1981–82   | Nirj Deva                        |
| 1982–83   | Colin Coulson-Thomas             |
| 1983–84   | David Shaw                       |
| 1984–85   | Michael Lingens                  |
| 1985–86   | Nick Perry                       |
| 1986–87   | Nigel Waterson                   |
| 1987–88   | Cheryl Gillan                    |
| 1988–89   | Marie-Louise Rossi               |
| 1989–90   | Ian Donaldson                    |
| 1990–91   | David Harvey                     |
| 1991–92   | Jerome Dexter-Smith              |
| 1992–93   | Nick Hawkins                     |
| 1993–94   | David Campbell Bannerman         |
| 1994–95   | Alexander Nicoll                 |
| 1995–96   | Nick Button                      |
| 1996–97   | Jeremy Bradshaw                  |
| 1997–98   | Nick Green                       |
| 1998–99   | Nick Edgar                       |
| 1999–2000 | Andrew Jones                     |
| 2000–01   | Guy Strafford                    |
| 2001–02   | Damian Hinds                     |
| 2002–03   | Jocelyn Ormond                   |
| 2003–04   | Giles Taylor                     |
| 2004–05   | Chris Philp                      |
| 2005–06   | Kwasi Kwarteng                   |
| 2006–07   | Sam Gyimah                       |
| 2007–08   | Chris Skidmore                   |
| 2008–10   | Annesley Abercorn                |
| 2010–11   | Brian Cattell                    |
| 2011–     | Ben Harris-Quinney               |